# Дикей Квон
Дикей Квон (кор. 권동욱, англ. Deekay Kwon) — иллюстратор, аниматор, цифровой художник.

## Ранние годы
Будущий аниматор родился в 1989 году в Южной Корее, где жил до 12 лет, после чего переехал с семьёй в Соединённые Штаты. В детстве мальчик серьёзно занимался спортом – в школьные годы получил чёрный пояс по тхэквондо и планировал принять участие в Олимпийских играх в составе своей команды. Параллельно, ещё в дошкольном возрасте, он стал проявлять интерес к изобразительному искусству, а позже, следуя своему увлечению, пошёл учиться в художественную школу, которую не смог закончить из-за тяжёлого финансового положения в семье, однако это не остановило его, и он продолжил развивать свои навыки самостоятельно.

## Образование и профессиональная деятельность
Deekay поступил в Школу визуальных искусств в Нью-Йорке, где изучал трёхмерную графику и анимацию. Позже, осознав, что для воплощения его идей ему больше подходит 2D графика, он начинает постепенно уходить из мира 3D. Однако финансовые обстоятельства вынудили его оставить учёбу и устроиться на должность ассистента моушн-дизайнера в рекламную компанию. Со временем, накапливая профессиональный опыт, он начал развивать собственный уникальный стиль анимации, основанный на минимализме и простоте линий. Работая внештатным художником, Deekay сотрудничал с крупнейшими брендами и агентствами мира, создавая коммерчески успешные проекты, такие как реклама устройств Google Pixel и фирменные видеоролики Apple, проекты для Samsung и Louis Vuitton и др. Помимо этого он также работал с такими компаниями, как Buck и Huge. Компания Apple стала его последним официальным местом работы, откуда он уволился в 2021 году. Настоящая слава пришла к нему после открытия пространства NFT в 2021 году. Его коллекция уникальных токенов быстро завоевала интерес публики и коллекционеров. Уже весной 2022 года один из проектов Deekay был продан за рекордные 1 миллион долларов, закрепив его статус одного из ведущих создателей цифрового искусства нового поколения. Через социальные платформы (Instagram, YouTube) он делится знаниями и профессиональными секретами, регулярно размещая обучающие ролики и курсы по моушн-дизайну.

## Характеристика творчества
Ключевая особенность работ Deekay — их простота и доступность понимания. Его персонажи созданы с минимальным количеством деталей, что придаёт каждому образу универсальность и лёгкость восприятия. Цветовая гамма насыщенная, яркие оттенки вызывают положительные эмоции и способствуют запоминанию образов. Многие проекты связаны с темой детства, ностальгии и радости. Его работы говорят языком понятных любому человеку чувств и переживаний, будь то простая прогулка героя или взаимодействие персонажа с окружающим пространством. Это даёт зрителям возможность почувствовать близость и личную вовлечённость в художественный нарратив. Кроме того, DeeKay вдохновлён культурой поп-арта, игровой индустрией прошлого столетия и аниме-стилистикой. Эти элементы органично вплетены в современные формы цифрового искусства, делая его творчество ярким примером слияния традиций и инноваций.

## Признание
Работы Deekay получили международное признание как в среде профессионалов индустрии дизайна и анимации, так и среди поклонников цифровых технологий. Коллекция «Let's Walk», содержащая сто уникальных художественных работ, вызывает огромный интерес коллекционеров и любителей искусства. Продажа проекта на аукционе Sotheby’s привела к признанию художника авторитетным сообществом арт-рынка. Сегодня Deekay входит в число наиболее влиятельных деятелей современного цифрового искусства. Его творческое наследие служит источником вдохновения для начинающих дизайнеров и артистов, стремящихся выразить своё видение через минимальный набор выразительных средств.

## Техника и инструменты
Процесс создания работы Deekay начинается с быстрого наброска карандашом или планшетом. Далее он переносит рисунок в компьютер, применяя инструментарий Adobe After Effects, используя технику векторной графики и эффекта live-action, и Illustrator. Основными приёмами становятся наложение градиентов, тени и освещение, позволяющие оживлять героев и добавлять драматизм происходящему. Каждый этап создания сопровождается скрупулёзным подбором цветового баланса и композиционного построения кадра. В результате получаются законченные и выразительные работы, соответствующие высоким стандартам современной анимации и дизайна.

## Достижения
- Сотрудничество с ведущими технологическими компаниями (Google, Apple, Samsung)
- Участие в проектах мировых брендов в качестве аниматора (Louis Vuitton, American Express, Mcdonald’s, Buck, Huge, Dr. Bronner)[7]
- Международное признание в сфере NFT (продажи на платформе Foundation и аукционном доме Sotheby’s)
- Широкая аудитория в соцсетях (YouTube, Instagram, Discord)
- Выпуск серии «Let's Walk»: Более 100 уникальных персонажей и анимаций, ставших популярными среди поклонников цифрового искусства, объём вторичных продаж которого превысил 9 млн долларов
- Установление рекорда стоимости NFT-продаж: Произведение «Life & Death» было продано за 1 млн долларов на аукционе Sotheby's[8]